# Тадзімі

35°19′58″ пн. ш. 137°7′56″ сх. д. / 35.33278° пн. ш. 137.13222° сх. д.
Тадзі́мі (яп. 多治見市, たじみし, МФА: [tad͡ʑima ɕi̥]) — місто в Японії, в префектурі Ґіфу.

## Короткі відомості
Розташоване в південній частині префектури, на берегах річки Токі. Виникло на основі середньовічного прихрамового містечка біля буддистського монастиря Ейходзі. Отримало статус міста 1 серпня 1940 року. 16 серпня 2007 року в місті було зафіксовано рекордну літню температуру повітря для Японії — 40,9 °C. Основою економіки є сільське господарство, гончарство, виробництво електроприладів. Традиційне ремесло — виготовлення міноської кераміки. В місті розташований католицький чоловічий монастир (1930) конгрегації вербістів. Станом на 1 квітня 2009 площа міста становила 91,24 км². 

## Демографія
За даними японського перепису населення, чисельність населення Тадзімі досягла піка приблизно у 2000 році та відтоді зменшується. Станом на 1 липня 2011 населення міста становило 112 140 осіб.